# موافقتنامه همکاری‌های درازمدت استراتژیک

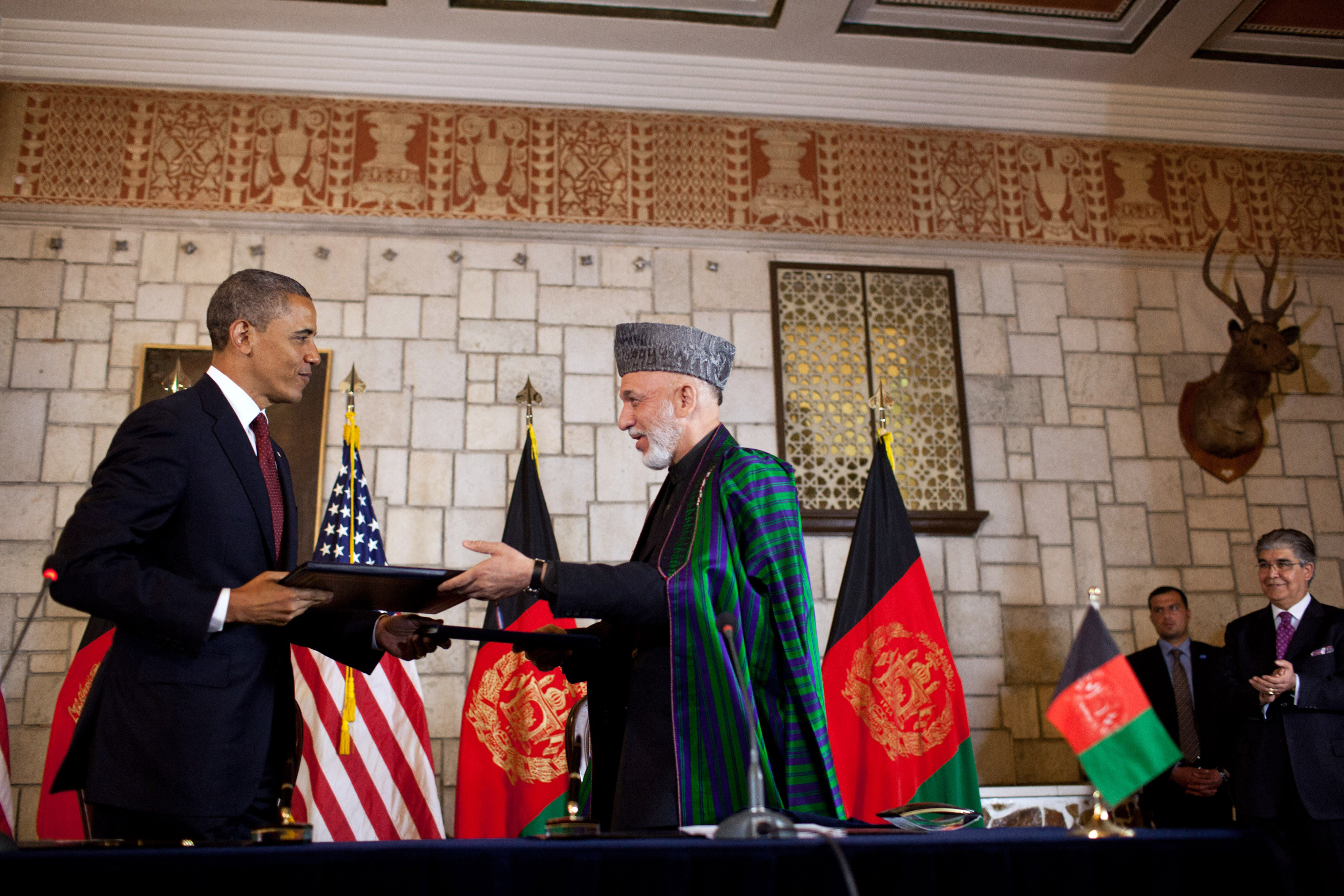
امضای موافقتنامه استراتژیک آمریکا و افغانستان

موافقتنامه همکاری‌های درازمدت استراتژیک میان جمهوری اسلامی افغانستان و ایالات متحده آمریکا موافقتنامه‌است که در تاریخ ۱۲ اردیبهشت سال ۱۳۹۰ خورشیدی در کابل به امضای حامد کرزی رئیس جمهور افغانستان و باراک اوباما رئیس جمهور ایالات متحده آمریکا رسید.
این موافقتنامه به مدت ۱۰ سال از ۲۰۱۴ تا ۲۰۱۴ اعتبار دارد و موافقتنامه شامل ۸ بخش می‌باشد.

## توافق امنیت دوجانبه
بدلیل این توافق ایالات متحده 9 پادگان در افغانستان ایجاد کرد
- کابل
- بگرام
- مزارشریف
- هرات
- قندهار
- شورابک (هلمند)
- گردیز
- جلال آباد
- شیندند